# سعيد طوال
سعيد طوال (بالفرنسية: Said Toual)، (مواليد 15 مايو 1975) هو لاعب كرة قدم جزائري. لعب كحارس مرمى، وهو شقيق حراس المرمى حسن طوال وعثمان طوال، وفتح طوال.

## السيرة
لعب في الرابطة الجزائرية المحترفة الأولى مع كلا من نادي نصر حسين داي ونادي أولمبي العناصر.